# Krankenhaus Salzhausen
Das Krankenhaus Salzhausen war ein Krankenhaus in freigemeinnütziger Trägerschaft in Salzhausen im Landkreis Harburg. Es war das einzige von einer Genossenschaft getragene Krankenhaus in Deutschland, bis es im Jahr 2015 wegen Insolvenz der Genossenschaft geschlossen wurde. Die urologische Fachabteilung wurde in das Krankenhaus in Buchholz in der Nordheide verlegt. Für eine Übernahme des Krankenhauses hatten der Landkreis Harburg sowie der Klinikkonzern Asklepios Gebote abgegeben; letztendlich wurde der Betrieb jedoch im Dezember 2015 eingestellt.
Der mittlere Bauteil des ehemaligen Krankenhauses, der im 19. Jahrhundert als Amtshaus erbaut wurde, steht unter Denkmalschutz.

## Geschichte

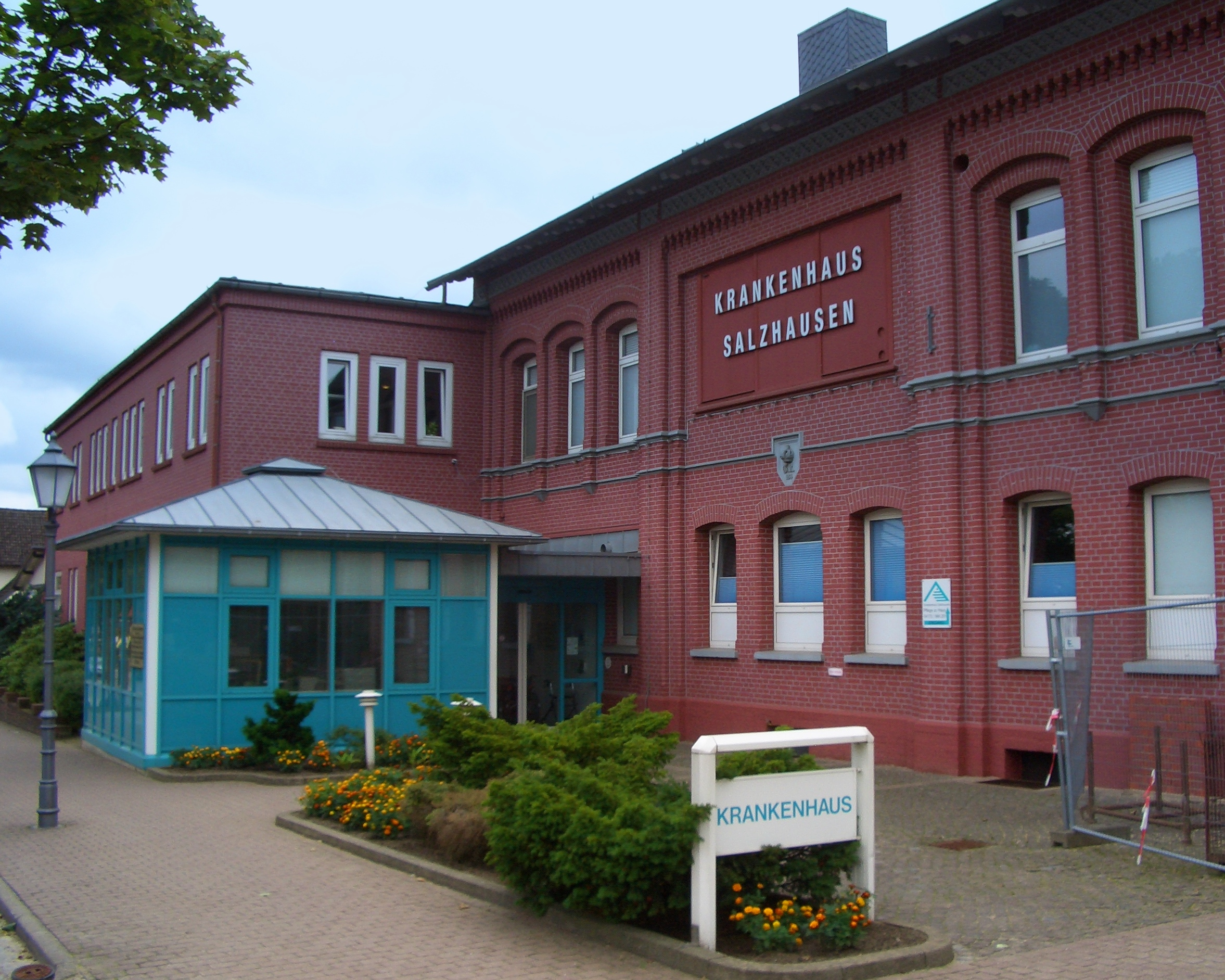
Krankenhaus Salzhausen

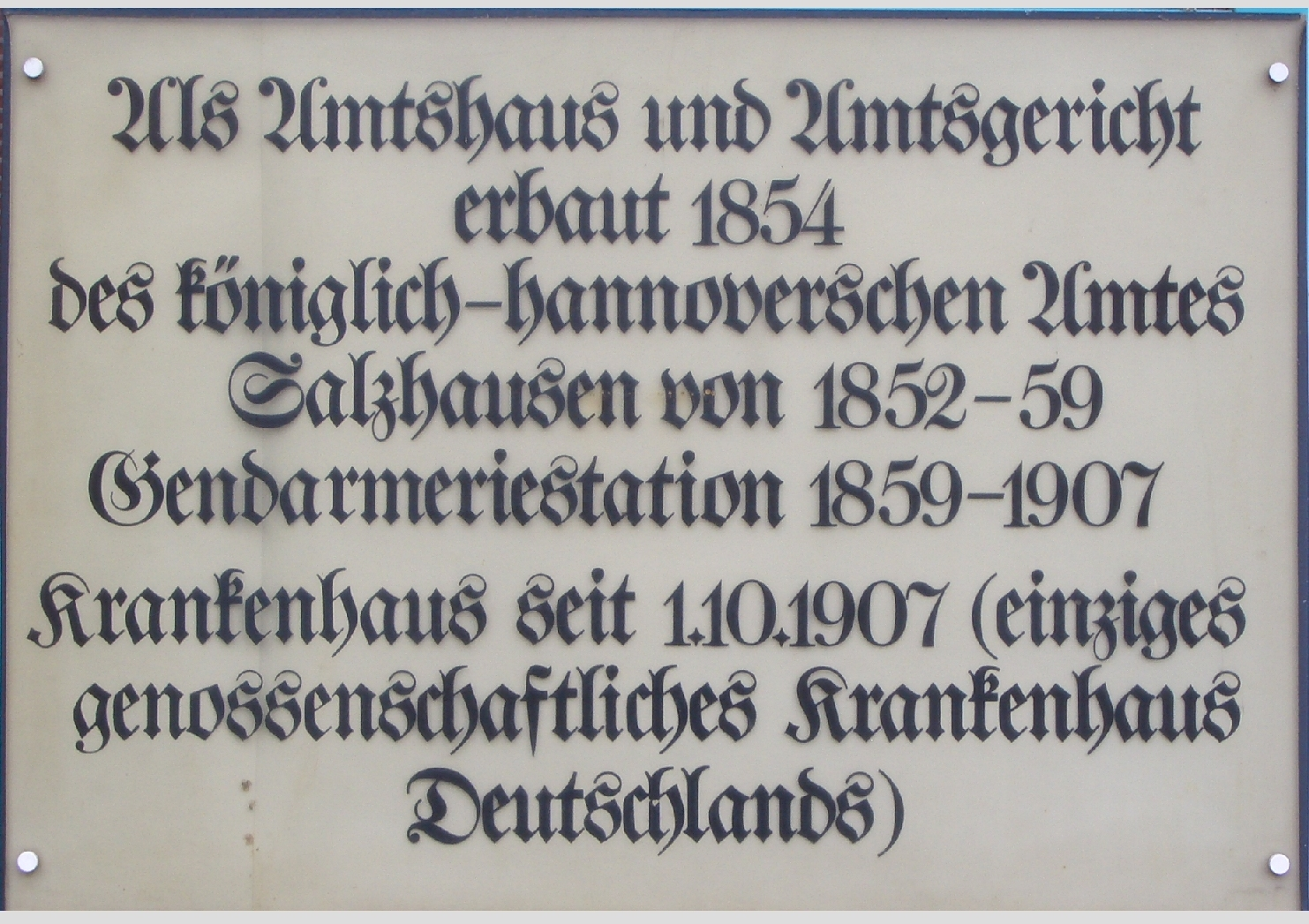
Tafel am Eingang

Im Jahr 1897 richtete der Arzt Wilhelm Meinberg, der als Landarzt in den Dörfern um Salzhausen tätig war, im Haus des Salzhausener Barbiers und Baders Christoph Mestmacher eine Krankenstation mit zunächst drei Betten ein. Auf Rat und mit Unterstützung von Pastor Wilhelm Bode gründete er mit anderen Einwohnern Salzhausens den Krankenpflegeverein zu Salzhausen – heute Gemeinnütziger Krankenpflegeverein eG –, der am 13. Juni 1898 als Genossenschaft eingetragen wurde. Die Salzhäuser Einrichtung war als evangelisches Krankenhaus gedacht, das aber auch den Angehörigen anderer Konfessionen offenstehen sollte. Bereits nach einem Jahr hatte der Krankenpflegeverein 36 Mitglieder, neben Bürgern und Bauern auch sieben Gemeinden.
Als Pflegekraft fungierte zunächst allein die Frau des Barbiers Mestmacher, die bald darauf eine Ausbildung zur Krankenschwester begann. Erst 1903 wurden eine weitere Pflegekraft und eine Wirtschafterin eingestellt, nachdem schon 1900 die Kapazität des Hauses durch Ausbau des Dachgeschosses des Mestmacher'schen Hauses auf elf Betten vergrößert worden war.
Ab 1902 wurde die Übernahme des ehemaligen Salzhäuser Amtshauses angestrebt. Es war 1854 erbaut worden und beherbergte zunächst auch das Amtsgericht Salzhausen, seit 1859 außerdem eine Gendarmeriestation. Nachdem erste entsprechende Anträge zunächst abgelehnt worden waren, konnte das Haus 1906 schließlich übernommen und nach einem Umbau im Oktober 1907 in Betrieb genommen werden.
Das alte Amtshaus, ein zweigeschossiger Satteldachbau, ist der mittlere Teil einer heute dreiflügeligen Anlage. Seine mit Klinker verkleidete Fassade ist durch Lisenen in drei Abschnitte zu je drei Achsen von Segmentbogenfenstern gegliedert und nach oben durch ein Traufgesims abgeschlossen. Dieser Gebäudeteil wurde 1991 als Baudenkmal in die Denkmalliste eingetragen. Den Zugang bildet ein später angebauter, kleiner cyanfarbener Pavillon.
Erst 1908 erhielt das Krankenhaus Anschluss an Kanalisation und Elektrizitätsversorgung, 1910 eine Zentralheizung. Der erste Operationssaal wurde 1921 eingerichtet, die Röntgenabteilung 1937. 1985 wurde an der Ostseite des ehemaligen Amtshauses ein erster Anbau fertiggestellt, ein weiterer an der Westseite war erst seit 2011 in Betrieb.
Unter anderem in Folge der erheblichen Investitionskosten geriet das Krankenhaus Salzhausen in finanzielle Schwierigkeiten, in deren Verlauf im September 2013 schließlich die Insolvenz beantragt werden musste. Nachdem zunächst vergeblich versucht worden war, das Krankenhaus als Akutkrankenhaus weiter zu betreiben, übernahm im Oktober 2014 schließlich der Landkreis Harburg das angeschlagene Haus mit dem Ziel, dieses in ein ambulantes Gesundheitszentrum umzuwandeln, da das Krankenhaus Salzhausen bereits zu diesem Zeitpunkt nicht mehr im Bettenbedarfsplan des Landes Niedersachsen vorgesehen war.
Am 27. Mai 2015 nahmen die Genossen des gemeinschaftlichen Krankenpflegevereins, die Gläubiger und die Bundesagentur für Arbeit einstimmig den Insolvenzplan an, als dessen Ergebnis die Genossenschaft in eine gemeinnützige GmbH umgewandelt wurde.
Aufgrund der weiter nachlassenden Patientenzahlen wurde der Krankenhausbetrieb am 18. Dezember 2015 endgültig eingestellt. Alle Mitarbeiter wurden von den Krankenhäusern in Buchholz und in Winsen übernommen.

## Struktur
Die Trägergenossenschaft des Krankenhauses hat 1137 Mitglieder, die 5292 Genossenschaftsanteile gezeichnet haben. Das Krankenhaus Salzhausen stand 2012 als Plankrankenhaus im niedersächsischen Krankenhausplan. Es hatte 75 Betten. Beschäftigt waren 50 Pflegekräfte und 14 Ärzte, dazu kamen zwei Belegärzte. Außer Abteilungen für Innere Medizin (mit Schwerpunkt Lungen- und Bronchialheilkunde) und für Chirurgie (mit Spezialisierung auf Gelenkchirurgie) gab es im Krankenhaus Salzhausen eine urologische Abteilung, die einzige im Landkreis Harburg. 2010 wurden 2726 Patienten stationär und 6238 ambulant im Krankenhaus behandelt.
Zur Ausstattung gehörten Ultraschalldiagnostik, Stoßwellen-Lithotripsie und Computertomographie; als Besonderheit hatte das Krankenhaus Salzhausen ein eigenes ambulantes Schlaflabor.

## Pflege und Altenbetreuung
Zum Angebot gehörte bis zum Februar 2014 ein häuslicher Pflegedienst, Tagespflege für Patienten, die zu Hause übernachten, und der ambulante Pflegedienst „Pflege zu Haus“ für Fälle, in denen der normale häusliche Betreuer verhindert oder im Urlaub ist. Diese Pflegebetriebe wurden von diesem Zeitpunkt an von der Benno und Inge Behrens-Stiftung übernommen. Gleichzeitig gingen auch das „Betreute Wohnen“ und das Senioren- und Pflegeheim Heidmarkhof (gegründet 1996) auf die Stiftung über.